# 海问律师事务所
海问律师事务所是一家中国的律师事务所，属于红圈所之一，主要业务范围包括企业并购、私募融资、争议解决等。海问的薪酬制度为固定薪资。
海问有大约200名律师，工作于北京、上海、深圳及香港。